# Margrit Schiller
Margrit Schiller (nacida en marzo de 1948) fue un militante izquierdista de Alemania Occidental asociada con el Colectivo de Pacientes Socialistas y más tarde con la Facción del Ejército Rojo.

## Biografía
Schiller nació en Bonn, Renania del Norte-Westfalia, en marzo de 1948. Estudió psicología en Bonn y Heidelberg y se convirtió en militante del Colectivo de Pacientes Socialistas (SPK). Después de la disolución del SPK, Schiller se unió a la Fracción del Ejército Rojo (RAF).

### Actividad terrorista
El 25 de septiembre de 1971, dos policías se acercaron a un vehículo mal aparcado en la autopista Freiburg-Basel . Sin embargo, antes de llegar al vehículo, dos personas saltaron y comenzaron a dispararles. Ambos policías recibieron disparos, aunque solo uno resultó gravemente herido. Más tarde, los policías identificaron a Schiller y Holger Meins como sus agresores.
El 22 de octubre del mismo año, Schiller dejó la estación de tren de Hamburgo alrededor de las 10 de la noche y al darse cuenta de que la policía la estaba siguiendo, se escondió en un aparcamiento pero la policía todavía la estaba siguiendo. Se encontró entonces con sus camaradas Irmgard Möller y Gerhard Müller, y cuando la policía trató de acercarse a ella, corrió, seguida por la policía, Moeller y Müller. Uno de los policías atrapó a Schiller pero hubo una pelea y le dispararon seis veces y lo mataron; al otro policía le dispararon en el pie.
Schiller luego afirmó que fue Müller el responsable del asesinato. Más tarde esa noche alrededor de las 2 a. m., La policía se acercó a una sospechosa en una cabina telefónica que resultó ser Schiller. Fue arrestada y sentenciada a 27 meses de prisión.
Schiller fue liberada en 1973 y pasó a la clandestinidad de inmediato. Estuvo involucrada en la reorganización de la RAF después de las detenciones de los miembros principales Ulrike Meinhof y Andreas Baader. Durante este tiempo participó en robos de bancos. Sin embargo, en enero/febrero de 1974 fue arrestada nuevamente después de que la policía llevase a cabo redadas en Hamburgo y Frankfurt. Mientras estuvo en prisión, Schiller participó, sin éxito, en algunas huelgas de hambre.

### Vida posterior
En 1979 Schiller fue liberada de la prisión. Se mudó a Cuba en 1985. Luego se fue de La Habana y se estableció en Uruguay en 1993. Después de diez años en Montevideo, regresó a Alemania. Ella ahora vive en Berlín. Describió su experiencia en Cuba y Uruguay en sus memorias tituladas "So siehst du gar nicht aus!" (2011).